# Вольч, Игнац
Игнац Йоффетович Вольч (словен. Ignac Joffeta Voljč; 4 августа 1904, Врхника — 4 апреля 1944, Тробле) — югославский словенский кузнец, шофёр, партизан времён Народно-освободительной войны Югославии. Народный герой Югославии.

## Биография
Учился с 1910 по 1916 годы в школе города Врхники, в Горни-Логатце выучился на кузнеца. До 1930 года работал кузнецом у своего хозяина, позднее в Церкнице открыл свою мастерскую. В 1932 году Вольч был принят в Коммунистическую партию Югославии, став её доверенным лицом во Врхнике, через год на суде был признан виновным в антигосударственной деятельности и приговорён к 4 годам тюрьмы, которые провёл в тюрьме Сремской-Митровицы.
В 1937 году Игнац был освобождён, вернулся в 1938 году в Словению и устроился работать шофёром в Любляне (тайно он отвозил литературу соратникам по партии). В 1941 году ушёл в подполье, записавшись в Освободительный фронт Словении и начав оказывать помощь партизанам в стране (известен был под прозвищем Фриц). Занимал должность секретаря Лошко-Долинского райкома компартии Словении, в 1942 году был переведён в Велике-Лашче. Там Игнац стал организатором перевоза нелегальной техники в Калищи. В октябре занял должность местного отделения Освободительного фронта и вошёл в окружной комитет по Рибнице и Велике-Лашче. С июля по ноябрь 1943 года был секретарём Врхницкого окружного комитета КПС.
В октябре 1943 года Игнац Вольч принял участие в Съезде посланников словенского народа, состоявшемся в Кочевье. В феврале 1944 года был назначен секретарём Штирийского облкома Компартии Словении. 4 апреля 1944 близ Тробле трагически погиб в бою с немцами.
За свою деятельность в словенском партизанском движении посмертно награждён Орденом Народного героя 27 ноября 1953. Перед школой в Памече ему установлен бюст.